# Информационная инженерия
Информационная инженерия ― совокупность практик и средств обработки, очистки и подготовки данных для целей анализа, исследований, искусственного интеллекта и т.д.
Область информационной инженерии впервые стала идентифицироваться самостоятельно в начале XXI века. Инструменты информационной инженерии включают в себя методики, имеющие отношение к различным теоретическим областям знаний, таких как искусственный интеллект, теория управления, обработка сигналов и теория информации, а также междисциплинарным и прикладным, таким как компьютерное зрение, обработка естественного языка, биоинформатика, распознавание изображений, робототехника и телекоммуникации.

## История
Примерно в 1970–1980-х годах термин «методология информационной инженерии» был введён для описания процессов проектирования баз данных и выбора программного обеспечения для анализа и обработки данных. Методы предназначались для использования администраторами баз данных и системными аналитиками на основе понимания операционных потребностей организаций в 1980-х годах. В частности, эти они должны были помочь преодолеть разрыв между стратегическим бизнес-планированием и информационными системами.
Австралиец Клайв Финкельштейн, часто называемый «отцом» методологии информационной инженерии, посвятил этой дисциплине несколько статей (1976―1980). В течение следующих нескольких лет Финкельштейн продолжал работать в ориентированном на бизнес направлении, которое было предназначено для реагирования на быстро меняющуюся бизнес-среду. С 1983 по 1987 год Чарльз М. Рихтер под руководством Клайва Финкельштейна сыграл значительную роль, обновив, а также помогая разработать программный продукт (пользовательские данные), который помог автоматизировать «методология информационной инженерии».
В начале 2000-х годов методы информационной инженерии стали широко использоваться в большом количестве компаний, занимающимися непосредственно информационными технологиями, а также в различных компаниях для составления отчётов.
В начале 2010-х, с появлением Интернета, резкое увеличение объёмов, скорости и разнообразия данных привело к появлению термина «Большие данные» для описания всей совокупности данных, а технологические компании, работающие с данными, такие как Facebook и Airbnb, ввели такое понятие, как «информационный инженер».